# أليسون إيستوود
اليسون إيستوود (بالإنجليزية: Alison Eastwood) مواليد 22 مايو 1972 في كاليفورنيا، الولايات المتحدة، هي ممثلة أمريكية بدأت مسيرتها الفنية عام 1980. وهي أيضا مخرجة

## الأعمال

### أفلام
- Lovers and Friends

## وصلة خارجية
- أليسون إيستوود على موقع IMDb (الإنجليزية)
- أليسون إيستوود على موقع ألو سيني (الفرنسية)
- أليسون إيستوود على موقع ميوزك برينز (الإنجليزية)
- أليسون إيستوود على موقع أول موفي (الإنجليزية)
- أليسون إيستوود على موقع قاعدة بيانات الأفلام السويدية (السويدية)
- أليسون إيستوود على موقع إن إن دي بي (الإنجليزية)
- أليسون إيستوود على موقع أول ميوزيك (الإنجليزية)
- أليسون إيستوود على موقع ديسكوغز (الإنجليزية)
- أليسون إيستوود على موقع قاعدة بيانات الفيلم (الإنجليزية)
- أليسون إيستوود على موقع كينوبويسك (الروسية)